# Белозубка Рузвельта
Белозубка Рузвельта (Crocidura roosevelti) — вид млекопитающих рода Белозубки семейства Землеройковые. Эндемик экваториальной Африки: Ангола, Камерун, Демократическая Республика Конго, Руанда, Танзания, Уганда и на границе лесной и саванновой экотонов в ЦАР (и, возможно, в Судане). На высотах между 900 и 1200 м. Охраняются в Национальных парках Queen Elizabeth National Park в Уганде и в Garamba National Park в Конго. Включены в «Международную Красную книгу» (англ. IUCN Red List of Threatened Animals) МСОП. Типовой вид подрода Heliosorex Heller, 1910.